# 잭슨 래스본
잭슨 래스본(Jackson Rathbone, 1984년 12월 14일 ~ )은 미국의 배우, 가수, 음악가이다.

## 출연 작품

### 영화
- 트와일라잇 (2008)
  - 뉴문 (2009)
  - 이클립스 (2010)
  - 브레이킹 던 part 1 (2011)
  - 브레이킹 던 part 2 (2012)
- 도니 다코 2 (2009)
- 드레드 (2009)
- 삼손 (2018) - 랄라 역

### 텔레비전
- 화이트 칼라 (2013)